# Concilio pan-ortodosso
Il concilio pan-ortodosso (in greco: Πανορθόδοξη Σύνοδος), il cui nome ufficiale fu Santo e Grande Concilio della Chiesa Ortodossa (in greco: ‘Η Ἁγία καὶ Μεγάλη Σύνοδος τῆς ’Ορθοδόξου ’Εκκλησίας), è stato un'assemblea dei primati e dei rappresentanti di 10 delle 14 Chiese ortodosse autocefale che ebbe luogo nel mese di giugno del 2016 a Kolymvari, in Grecia. Inizialmente, secondo la decisione presa durante la riunione dei capi e dei rappresentanti delle Chiese ortodosse locali, presieduta dal patriarca ecumenico di Costantinopoli Bartolomeo e svoltosi dal 6 al 9 marzo 2014 nella cattedrale di San Giorgio ad Istanbul, il Concilio era stato progettato per "essere convocato dal patriarca ecumenico a Costantinopoli nel 2016 se non accade nulla di inaspettato". Come sede era stata individuata la chiesa di Santa Irene a Istanbul. Tuttavia, nel gennaio del 2016 vista l'esacerbazione delle relazioni russo-turche, su insistenza della Chiesa ortodossa russa, fu convocato dal 16 al 27 giugno 2016 sull'isola greca di Creta, terra sotto la giurisdizione del Patriarcato ecumenico di Costantinopoli (Chiesa semi-autonoma ortodossa cretese). L'inaugurazione ufficiale dei lavori del concilio si tenne il 20 giugno.
La Chiesa ortodossa riconosce sette concili ecumenici, l'ultimo dei quali era stato il secondo concilio di Nicea, tenutosi nell'VIII secolo. Il concilio pan-ortodosso sarebbe stato quindi il primo dopo più di mille anni.
Dopo i lavori preparatori congiunti e la decisione unanime di tenere il concilio, 4 delle 14 Chiese autocefale riconosciute - Antiochia, Georgia, Bulgaria e Russia - si rifiutarono di parteciparvi nelle ultime settimane prima della sua apertura. Anche la Chiesa ortodossa serba aveva annunciato l'intenzione di rifiutarsi di partecipare al concilio ma alcuni giorni prima dell'apertura dello stesso rivide la sua decisione. Il messaggio finale del Concilio, tra le altre cose, propone "di stabilire il Santo e Grande Concilio come un'istituzione regolare. Ci sono tuttavia contraddizioni ufficialmente espresse tra le Chiese nel valutare lo status del Consiglio.

## Storia della preparazione del concilio

### Antefatti
L'idea di convocare un concilio ecumenico (all'interno della Chiesa ortodossa) venne avanzata dal Patriarcato ecumenico di Costantinopoli alla fine degli anni '60 del secolo scorso in connessione con lo scisma bulgaro, ma fu respinta dal governo sovietico.
La conferenza pan-ortodossa di Costantinopoli del 1923 non riuscì a definirsi come concilio nella pienezza della Chiesa.
Il patriarca Costantino VI di Costantinopoli propose di convocare un concilio ecumenico a Gerusalemme nel 1925 ma non ricevette il sostegno pratico delle altre Chiese.
Nel mese di giugno del 1930 nel monastero di Vatopedi si tenne un incontro della commissione preparatoria al quale furono invitati dalla Chiesa ortodossa russa i rinnovatori e il patriarca russo Sergio. Essi previdero di convocare il concilio per il giugno del 1932 ma esso non ebbe luogo.
Il lavoro pratico sulla preparazione del concilio fu condotto a intermittenza dal settembre del 1961, quando si tenne la prima Conferenza pan-ortodossa di Rodi, alle riunioni delle Conferenze pre-conciliari pan-ortodosse e delle commissioni preparatorie inter-ortodosse. Un totale di quattro incontri pre-conciliari pan-ortodossi (tenutisi a Chambésy nel 1976, nel 1982, nel 1986 e nel 2009) e di sei commissioni preparatorie inter-ortodosse (tenutesi a Ginevra nel 1971 e a Chambésy nel 1986, nel 1990, nel 1993, nel 1999 e 2009). La pausa di dieci anni nel lavoro delle commissioni preparatorie venne causata da una complicazione nei rapporti tra i Patriarcati di Mosca e Costantinopoli a causa di disaccordi sulla questione dell'organizzazione ecclesiastica in Estonia. Le relazioni tra i due patriarcati ripresero in pieno formato nel 2009.
L'incontro dei primati e dei rappresentanti delle chiese ortodosse locali svoltosi a Istanbul nell'ottobre del 2008 permise di riprendere la cooperazione nella preparazione del concilio.
Alla fine di maggio del 2010, il patriarca Bartolomeo, durante una visita in Russia, riferì che, insieme al patriarca Cirillo I, avevano deciso di "accelerare il processo di convocazione del Santo e Grande Concilio della Chiesa Ortodossa".

### Riunione dei capi delle Chiese locali ortodosse del marzo del 2014
Nel 2014 il patriarca Bartolomeo, in onore del primo gerarca ortodosso, invitò i primati delle Chiese ortodosse a incontrarsi a marzo per discutere le attività del comitato preparatorio del concilio pan-ortodosso e per cercare di risolvere le questioni sollevate. Il precedente incontro si era tenuto nel 2008 a Istanbul. Alla riunione del 6-9 marzo 2014 a Istanbul presero parte le delegazioni di 13 chiese locali ortodosse: Costantinopoli, Alessandria, Antiochia, Gerusalemme, Russia, Georgia, Serbia, Romania, Bulgaria, Cipro, Grecia, Albania e Polonia.
I partecipanti all'incontro, tra le altre cose, decisero di creare una commissione inter-ortodossa speciale composta da un vescovo e un consigliere di ogni Chiesa autocefala. La commissione lavorò dal settembre del 2014 fino alla Santa Pasqua del 2015. I suoi compiti compresero la revisione di un certo numero di documenti preparati durante il processo pre-conciliare, la modifica, se necessario, dei testi dei documenti già adottati relativi a tali argomenti nell'agenda del Santo e Grande Concilio come le questioni del calendario, degli ostacoli al matrimonio e del valore del digiuno e della sua osservanza oggi.
Venne inoltre deciso di riunire la Conferenza pan-ortodossa pre-conciliare nella prima metà del 2015 al fine di adottare, insieme a tutti gli altri documenti riveduti, il documento "Autonomia nella Chiesa ortodossa e la sua procedura di proclamazione", la cui bozza era stata precedentemente redatta dalla Commissione preparatoria inter-ortodossa del dicembre del 2009.
Inoltre, nel quadro della commissione preparatoria, venne proposto di continuare la discussione di altri due dibattiti durante la fase preparatoria, ovvero i temi "Autocefalia nella Chiesa ortodossa e la sua procedura di proclamazione" e la questione del "dittico", ovvero dell'elenco delle Chiese ortodosse autonome. Nel caso in cui si fosse raggiunto un consenso su di essi sarebbero dovuti essere proposti per essere presi in considerazione dalla riunione pre-conciliare pan-ortodossa del 2015 e solo successivamente dal Concilio pan-ortodosso.
Alla fine dell'incontro fu adottato un Messaggio dei Primati delle Chiese ortodosse.
I lavori si tennero tra il 6 e il 9 marzo 2014 e il suo messaggio venne firmato dal patriarca ecumenico Bartolomeo, dal patriarca di Alessandria Teodoro II, dal patriarca della Città Santa di Gerusalemme e di tutta la Palestina Teofilo III, dal patriarca di Mosca e di tutte le Russie Cirillo I, dal catholicos-patriarca di tutta la Georgia Elia II, dal patriarca serbo Ireneo, dal patriarca rumeno Daniele, dal patriarca della Bulgaria Neofito, dall'arcivescovo di Nuova Giustiniana e di tutta Cipro Crisostomo II, dall'arcivescovo di Atene e di tutta la Grecia Girolamo II, dall'arcivescovo di Tirana e di tutta l'Albania Anastasio e dal metropolita di Varsavia e di tutta la Polonia Saba.
Da settembre del 2014 iniziò a lavorare una speciale commissione preparatoria inter-ortodossa. Quindi, nella prima metà del 2015, avrebbe dovuto essere convocata la Conferenza pre-conciliare pan-ortodossa.

### Riunione pre-conciliare dei capi delle Chiese del 21-27 gennaio 2016
Nell'indirizzo del patriarca Bartolomeo ai primati e ai rappresentanti dei primati delle Chiese ortodosse locali a Chambesy il 22 gennaio 2016 vennero citati i dieci argomenti di discussione scelti nel I incontro pre-conciliare del 1976: diaspora ortodossa, procedura per proclamare l'autocefalia, procedura per proclamare l'autonomia della Chiesa, dittico, calendario, ostacoli al matrimonio, adattamento delle regole sul digiuno, relazioni con altre denominazioni cristiane, ecumenismo, contributo delle Chiese ortodosse locali alla realizzazione degli ideali cristiani del mondo della libertà e rapporti tra le nazioni. Osservò tuttavia che non era stato possibile raggiungere un consenso ortodosso generale su 2 di loro: autocefalia e dittico.
Secondo il rapporto sui risultati dell'incontro, che si concluse il 27 gennaio, vennero ufficialmente approvati gli argomenti che sarebbero stati trattati nel Concilio pan-ortodosso: missione della Chiesa ortodossa nel mondo moderno, diaspora ortodossa, autonomia e metodo della sua proclamazione, sacramento del matrimonio e ostacoli ad esso, valore del digiuno e la sua osservanza oggi, relazione della Chiesa ortodossa con il resto del mondo cristiano.

### Ulteriore preparazione e controversia
Nel gennaio del 2016, il Patriarcato di Antiochia, secondo un facsimile pubblicato dal portale greco Romfea.gr a giugno, rifiutò di firmare un documento in merito al suo consenso a partecipare al concilio. Tuttavia, i rappresentanti di Costantinopoli dissero che tutte le Chiese davano il consenso.
Il 16 aprile 2016 in occasione della riunione del Santo Sinodo della Chiesa ortodossa russa si tenne una discussione preliminare sulla composizione della delegazione della Chiesa ortodossa russa al Concilio pan-ortodosso. Il 4 maggio l'elenco dei partecipanti venne pubblicato dopo un'ulteriore approvazione da parte di tutti i membri del Santo Sinodo. Secondo l'arcivescovo Gabriel Chemodakov: "Già nel mese di aprile, a quanto pareva, tutti erano convinti che la Chiesa ortodossa russa avrebbe dovuto prendere parte a questo incontro. Erano già state prenotate le camere d'albergo e acquistati i biglietti. [...] Nel processo di risoluzione dei rimanenti punti non coordinati, si è scoperto che Costantinopoli non aveva dato una risposta alle domande poste. Questo silenzio ha deciso tutto".
Il 3 giugno 2016 il patriarca Cirillo I all'incontro del Sinodo della Chiesa ortodossa russa propose di convocare una conferenza pre-conciliare entro il 10 giugno.
Il 3 giugno l'Ufficio del Santo Sinodo della Chiesa ortodossa bulgara confermò che la Chiesa bulgara non avrebbe preso parte al Concilio pan-ortodosso. Questa decisione sinodale venne presa all'unanimità e firmata ufficialmente dal patriarca Neofito e dai metropoliti membri del Santo Sinodo. La decisione venne inviata a tutti i primati delle Chiese ortodosse locali. Il volo di un aereo governativo che avrebbe dovuto portare la delegazione a Creta fu cancellato.
Il 6 giugno si tenne un incontro straordinario del Santo Sinodo del Patriarcato ecumenico con la partecipazione di tutti i vescovi di Costantinopoli, durante i quali fu rivisto il corso della preparazione del Concilio pan-ortodosso. Il Santo Sinodo rifiutò di discutere le proposte delle Chiese locali e affermò che la revisione del processo di congregazione già pianificato va oltre tutti i quadri istituzionali.
Il 9 giugno la Chiesa ortodossa serba propose di posticipare il concilio pan-ortodosso fino alla risoluzione delle questioni problematiche.
Il 10 giugno la Chiesa apostolica autocefala ortodossa georgiana rifiutò di partecipare a un incontro sull'isola di Creta, spiegando il rifiuto nel contenuto negli errori dogmatici, canonici e terminologici del testo della decisione proposta dal Patriarcato ecumenico di Costantinopoli. Il 12 giugno il Santo Sinodo della Chiesa ortodossa georgiana decise di non partecipare al Concilio pan-ortodosso sostenendo che "l'unione eucaristica tra le Chiese di Antiochia e Gerusalemme non è stata restaurata, che le raccomandazioni della Chiesa georgiana sulla necessità di emendamenti in una serie di documenti non sono state prese in considerazione, inclusi i documenti "Il sacramento del matrimonio e ostacoli ad esso" e "La missione della Chiesa ortodossa nel mondo moderno".
Il 13 giugno, durante una riunione di emergenza del Santo Sinodo della Chiesa ortodossa russa, fu deciso che la Chiesa ortodossa russa non avrebbe preso parte al Concilio pan-ortodosso di Creta e chiese al patriarca di Costantinopoli di rinviare l'assemblea.

### Cronotassi degli incontri preparatori
- 24 settembre - 1º ottobre 1961: I conferenza pan-ortodossa a Rodi
- 26 - 29 settembre 1963: II conferenza pan-ortodossa a Rodi
- 1° - 15 novembre 1964: III conferenza pan-ortodossa a Rodi
- 8 - 15 giugno 1968: IV conferenza pan-ortodossa a Pregny-Chambésy
- 16 - 28 luglio 1971: commissione preparatoria inter-ortodossa
- 21 - 28 novembre 1976: I conferenza pan-ortodossa preconciliare a Pregny-Chambésy
- 28 giugno - 3 luglio 1977: consultazione speciale sulla questione della celebrazione comune della Pasqua
- 1982: II conferenza pan-ortodossa preconciliare a Pregny-Chambésy
- Febbraio 1986: commissione preparatoria inter-ortodossa
- 28 ottobre - 6 novembre 1986: III conferenza pan-ortodossa preconciliare a Pregny-Chambésy
- 10 - 17 novembre 1990: commissione preparatoria inter-ortodossa a Pregny-Chambésy
- 7 - 13 novembre 1993: commissione preparatoria inter-ortodossa a Pregny-Chambésy
- 9 - 14 aprile 1995: congresso dei canonisti sui criteri dell'organizzazione della diaspora ortodossa a Pregny-Chambésy
- 7 - 13 giugno 2009: IV conferenza pan-ortodossa preconciliare a Pregny-Chambésy
- 6 - 9 giugno 2014: sinassi (incontro dei leader delle Chiese ortodosse autonome) a Fener, Istanbul, in vista della preparazione del Concilio pan-ortodosso
- 22 - 28 gennaio 2016: sinassi a Pregny-Chambésy in preparazione al concilio

### Questione ucraina
Il 16 giugno 2016 alla vigilia dell'apertura del concilio, il Parlamento ucraino rivolse un appello al patriarca Bartolomeo di Costantinopoli chiedendo di "annullare l'atto del 1686 [una decisione del patriarca Dionisio IV e del sinodo patriarcale di Costantinopoli di separare la Metropolia di Kiev dalla Chiesa ortodossa di Costantinopoli e trasferirla alla giurisdizione del Patriarcato di Mosca] e di prendere parte attiva al superamento delle conseguenze della divisione della Chiesa convocando un Concilio dell'Unità ucraino per risolvere tutte le questioni discutibili e unire l'Ortodossia ucraina per il bene della Chiesa ortodossa in Ucraina e l'integrità del popolo ucraino". Il Parlamento chiese la concessione dell'autocefalia alla Chiesa ortodossa in Ucraina, sulla base della quale potesse prendere un posto degno nella famiglia delle chiese ortodosse locali. Il 20 giugno l'appello per l'autocefalia venne riproposto dal Congresso mondiale degli ucraini. Il metropolita di Čerkass'kyj e Kanevs'kyj Sofronij Dmitruk, già presidente della UOC e il rettore dell'Università Ortodossa di Santa Sofia arciprete George Kovalenko parlarono a sostegno del ricorso e lanciarono una petizione su Change.org. Secondo i parlamentari ucraini, il riconoscimento dell'indipendenza della Chiesa ucraina correggerà l'ingiustizia storica, cioè che nel 1686 la Metropolia di Kiev venne trasferita dalla giurisdizione del Patriarcato ecumenico di Costantinopoli a Mosca. Questo atto era ritenuto una annessione religiosa dell'Ucraina.
Il patriarca di Mosca già pochi giorni prima dell'adozione della risoluzione parlamentare criticò l'appello dei deputati e il 16 giugno il servizio dichiarò: "Invece di impegnarsi nel loro lavoro diretto - l'adozione di leggi che proteggono la dignità degli ucraini e il rafforzamento del consenso pubblico - la Rada ha deciso diventare un organismo auto-nominato per la gestione delle relazioni tra le Chiese". Durante i lavori del Concilio, in un'intervista con i giornalisti russi, un membro del Comitato Organizzatore del Consiglio religioso dell'Arcidiocesi americana, il sacerdote Alexandros Karlutsos definì l'appello dei deputati ucraini al patriarca Bartolomeo "troppo audace per loro", perché, a suo avviso, i politici ucraini non dovrebbero preoccuparsi di chiedere l'autocefalia della Chiesa. Il Concilio di Creta non prese in considerazione e non commentò ufficialmente la questione ucraina. Il patriarca serbo Ireneo, parlando con i giornalisti, lo definì un problema "non solo della Russia e dell'Ucraina, ma della Chiesa nel suo complesso".
Alla fine di luglio del 2016, il rappresentante plenipotenziario del Concilio, arcivescovo Iowl di Telmis (Getcha) del Patriarcato ecumenico di Costantinopoli, che aveva avuto un incontro con il presidente dell'Ucraina il 28 luglio 2016, dichiarò, tra l'altro, per i media ucraini: "Il Patriarca ecumenico ha ripetutamente affermato che Costantinopoli è la Chiesa madre della Chiesa ucraina. Ha ripetutamente sottolineato che è il padre spirituale degli ucraini. E quindi, il Patriarca ecumenico monitora costantemente e si preoccupa dello stato della Chiesa ortodossa in Ucraina. Inoltre, dopo che la Verchovna Rada dell'Ucraina si è appellata al Patriarcato di Costantinopoli con una richiesta di fornire la canfora canonica, questa richiesta è stata considerata all'ultimo Sinodo ed esso ha deciso di fare questa domanda a una commissione di studio seria e appropriata per questo problema. Così Costantinopoli lo sta facendo". L'arcivescovo Giobbe ha anche notato che tutte le tarde autocefalie, a partire dalla concessione fatta alla Chiesa ortodossa russa nel 1589, furono concesse in risposta a una richiesta delle autorità statali e furono dovute all'emergere di nuove realtà politiche internazionali: "Una nuova ondata di autocefalia è sempre stata una risposta a circostanze politiche, la creazione di un nuovo stato o di un nuovo impero".

## Modalità di lavoro
Dalle chiese locali, numerosi vescovi parteciparono al concilio pan-ortodosso e tutte le decisioni dello stesso furono prese dopo aver raggiunto un'opinione comune tra le Chiese, cioè per consenso. Allo stesso tempo, ogni Chiesa locale del concilio aveva un voto: "La Chiesa non può rappresentare due diverse opinioni - la sua opinione dovrebbe essere formulata in modo da esprimere l'opinione generale di tutto l'episcopato, del clero e del popolo credente".
Il Concilio pan-ortodosso venne presieduto come primus inter pares, dal patriarca di Costantinopoli che tuttavia era seduto circondato dai primati delle altre Chiese ortodosse locali.
Le lingue ufficiali furono il greco, il russo, il francese e l'inglese. L'arabo era usato come lingua di lavoro.
Le sessioni si tennero a porte chiuse.
Il servizio nel Giorno della Santissima Trinità si svolse nella cattedrale di San Mena a Candia. Le sessioni di lavoro si svolsero presso l'Accademia ortodossa di Creta nella città di Kolymvari.

## Critiche del concilio prima del suo svolgimento

### Aspettati escatologici
Nell'ambiente ortodosso c'è un'opinione secondo la quale l'VIII Concilio Ecumenico (secondo alcuni criteri il Concilio pan-ortodosso) precederà gli eventi escatologici. In risposta a questo, il rappresentante ufficiale del Patriarcato di Mosca, Vladimir Legoyda, nel marzo del 2014 osservò che sarebbe scorretto definire questo un concilio ecumenico.
Secondo il teologo e scrittore A. I. Osipov: "Con nostro grande dispiacere, l'Ortodossia per molto tempo non ha trattato e risolto tutti i problemi sorti, insieme, in unità l'uno con l'altro. Questo è triste e siamo diventati così abituati a questo stato che per noi una discussione conciliare dei problemi è già considerata anormale. Vedi come lo stato può cambiare ? Guarda nella Chiesa antica - ogni sei mesi dovevano riunirsi nella stessa Chiesa".
Il metropolita Ilarion Alfeev nel 2012 criticò la campagna contro la convocazione del concilio, che, a suo parere, era stata "lanciata da alcuni media marginali": 
 Nell'ottobre del 2015, egli dichiarò inoltre: «Il Concilio pan-ortodosso dovrebbe diventare un fattore per rafforzare l'unità della nostra Chiesa in un'epoca in cui l'ortodossia ne ha particolarmente bisogno».

### Critica del formato del concilio e dei documenti preparati
Nel maggio del 2016 il monastero di Koutloumousiou del Monte Athos espose dettagliatamente le sue opinioni su alcuni dei documenti pubblicati, esprimendo la preoccupazione che l'ignorare le opinioni dei credenti sul contenuto dei documenti del concilio potrebbe portare a una divisione. Gli abitanti del monastero espressero l'opinione che il prossimo concilio ricordava più un "incontro dei primati e non un concilio pan-ortodosso". Dare il diritto di votare solo ai capi delle Chiese e la possibilità di partecipare solo a un numero limitato di vescovi di ogni Chiesa locale contribuisce inconsapevolmente all'infiltrazione della teologia dei primati nella Chiesa ortodossa. I monaci definirono incoerente che la "Chiesa una, santa, cattolica e apostolica riconosca l'esistenza di altre chiese cristiane", che in realtà sono persone che si sono staccate dalla Chiesa. Essi speravano che "il prossimo Concilio non ignori le decisioni dei sinodi precedenti. [...] Se ciò non venisse fatto, verrà dimostrato che la Chiesa ortodossa non accetta la teologia dopo il settimo Concilio Ecumenico". Inoltre, la Fratellanza Kutlumush dichiarò "un fraintendimento l'utilità della presenza di osservatori non ortodossi nel Concilio pan-ortodosso".
All'incontro del Santo Sinodo della Chiesa di Grecia vennero fatti commenti critici sui documenti del Concilio pan-ortodosso "L'atteggiamento della Chiesa ortodossa nel resto del mondo cristiano" e "La missione della Chiesa ortodossa nel mondo moderno". Il metropolita Kirinysky sottolineò che sembra che "riconosciamo l'esistenza di altre Chiese". Attirò poi l'attenzione sul fatto che una cosa è l'uso di certi termini durante un dialogo e completamente diverso è il loro uso in documenti di scala mondiale, che devono essere considerati "sacri".
Nel giugno del 2016, il metropolita Savvaty (Antonov) rilevò le carenze dell'ormai prossimo consiglio: la questione della giurisdizione ecclesiastica sul Qatar, la mancanza di consenso sui documenti proposti e in particolare il contributo di 250.000 euro che ciascuna delegazione avrebbe dovuto versare.

## Agenda (argomenti)
Dei dieci temi originariamente (nel 1976) previsti per il concilio, solo sei dei meno controversi furono approvati nel processo di preparazione preliminare dei documenti:
- missione della Chiesa ortodossa nel mondo moderno;
- diaspora ortodossa;
- autonomia e mezzi per proclamarla;
- il mistero del matrimonio e ciò che lo minaccia;
- l'importanza del digiuno e la sua osservanza oggi;
- il rapporto tra la Chiesa ortodossa e il resto del mondo cristiano.

## Partecipanti

### Chiesa di Costantinopoli
- Patriarca ecumenico Bartolomeo (Archontonis), Presidente del Santo e Grande Consiglio[6][7]
- Arcivescovo Leo (Makkonen) di Carelia e di tutta la Finlandia
- Metropolita Stephanos (Charalambides) di Tallinn e di tutta l'Estonia
- Metropolita Elder Giovanni Zizioulas di Pergamo
- Arcivescovo Elder Demetrios (Trakatellis) d'America
- Metropolita Agostino (Labardakis) della Germania
- Arcivescovo Ireneo (Athanasiadis) di Creta
- Metropolita Isaia (Chronopoulos) di Denver
- Metropolita Alexios (Panagiotopoulos) di Atlanta
- Metropolita Iakovos (Sophroniadis) delle Isole dei Principi
- Metropolita Joseph (Charkiolakis) di Prikonnisos
- Metropolita Meliton (Karras) di Filadelfia
- Metropolita Emmanuel (Adamakis) di Francia
- Metropolita Nikitas (Lulias) dei Dardanelli
- Metropolita Nicholas (Pissaris) di Detroit
- Metropolita Gerasimos (Michaleas) di San Francisco
- Metropolita Amphilochios (Andronikakis) di Kissamos e Selini
- Metropolita Ambrosios (Zografos) della Corea
- Metropolita Maximos (Vgenopoulos) di Selyvria
- Metropolita Amphilochios (Stergios) di Adrianopolis
- Metropolita Kallistos (Ware) di Diokleia
- Metropolita Antony (Scharba) di Ierapolis, capo degli ucraini ortodossi negli Stati Uniti
- Arcivescovo Giobbe (Getcha) di Telmessos, rappresentante permanente del Patriarcato ecumenico presso il Consiglio ecumenico delle chiese
- Arcivescovo Jean (Renneteau) di Charioupolis, capo dell'Esarcato patriarcale delle parrocchie ortodosse della tradizione russa nell'Europa occidentale
- Vescovo Gregory (Tatsis) di Nyssa, capo dei carpato-russo-ortodossi negli Stati Uniti

Consulenti speciali:
- Vescovo Makarios di Christopolis (Estonia)
- Archimandrita Tikhon, abate del monastero di Stavronikita del Monte Athos
- Protopresbitero del Trono Ecumenico Konstantinos Myron (Germania)
- Suor Theoxeni, badessa del Santo Patriarcale Monastero stavropegico della sorgente di vita di Chrysopigi a La Canea
- Sig. Panteleimon Vingas, gran cartofilace della Santa e Grande Chiesa di Cristo (Costantinopoli)
- Dott.ssa Elizabeth Prodromou, professoressa
- Archimandrita Bartolomeo Samaras, segretario capo del Santo e Grande Concilio del Patriarcato ecumenico e Segretario del Presidente del Santo e Grande Concilio della Chiesa Ortodossa

### Chiesa di Alessandria
- Patriarca Teodoro II (Choreftakis), patriarca di Alessandria e di tutta l'Africa[7][8]
- Metropolita Elder Petros (Giakoumelos) di Axum
- Metropolita Elder Gabriel (Raftopulos) di Leontopoli
- Metropolita Makarios (Tillyrides) di Nairobi e di tutto il Kenya
- Metropolita Jonah (Lwanga) di Kampala e di tutta l'Uganda
- Metropolita Seraphim (Iakóvou) dello Zimbabwe e dell'Angola
- Metropolita Alexandros (Gianniris) della Nigeria
- Metropolita Theophylaktos (Tzoumerkas) di Tripoli
- Metropolita Sergios (Kykkotis) di Buona Speranza
- Metropolita Athanasios (Kykkotis) di Cirene
- Metropolita Alessio (Leontaritis) di Cartagine
- Metropolita Ieronymos (Muzeeyi) di Mwanza
- Metropolita George (Vladimirou) della Guinea
- Metropolita Nicola (Antoniou) di Ermopoli
- Metropolita Dimitrios (Zaharengas) di Irinopolis
- Metropolita Damaskinos (Papandreou) di Johannesburg e Pretoria
- Metropolita Narkissos (Gammoh) di Accra
- Metropolita Emmanuel (Kagias) di Ptolemaidos
- Metropolita Gregorios (Stergiou) del Camerun ed esarca dell'Africa Centrale
- Metropolita Nicodemos (Priangellos) di Memphis
- Metropolita Meletios (Kamiloudes) del Katanga
- Vescovo Panteleimon (Arathymos) di Brazzaville e Gabon
- Vescovo Innokentios (Biakatonta) di Burundi e Ruanda
- Vescovo Crysostomos (Karagounis) del Mozambico
- Vescovo Neofytos (Kongai) di Nyeri e del Monte Kenya

Consulenti speciali:
- Dott. Panagiotis Tzoumerkas, professore dell'Accademia ecclesiastica universitaria di Salonicco
- Archimandrita Paisios (Larentzakis)
- Archimandrita Peter (Parginos)
- Protopresbitero Athenodoros Papaevropiadis
- Protopresbitero Joseph Kwame Labi Ayete
- Diacono Emmanuel Kamanua

### Chiesa di Gerusalemme
- Patriarca Teofilo III (Giannopoulos), di Gerusalemme[7]
- Metropolita Benedict (Tsekouras) di Filadelfia
- Arcivescovo Aristarchos (Peristeris) di Costantina
- Arcivescovo Theophylaktos (Georgiadis) della Giordania
- Arcivescovo Nektarios (Selalmadzidis) di Anthedon
- Arcivescovo Philoumenos (Machamre) di Pella

Consulenti speciali:
- Archimandrita Christophoros (Mousa)
- Archimandrita Damianos (Panou)
- Archimandrita Nikodemos (Skrettas)
- Archimandrita Chrysostomos (Nasis)
- Archimandrita Ieronymos (Delioglou)
- Protopresbitero Georgios Dragas
- Professor Theodoros Yiangou[9]

### Chiesa della Serbia
Il 9 giugno 2016 la Chiesa ortodossa serba si unì a un certo numero di Chiese locali che non ritenevano possibile la partecipazione al Concilio pan-ortodosso previsto per giugno a Creta. Tuttavia, il 15 giugno 2016, la Chiesa serba cambiò la sua posizione sulla questione della sua partecipazione al concilio e decise di prendervi parte, con l'avvertenza che si riservava il diritto di lasciare l'assemblea se la posizione di quelle Chiese che avevano rifiutato di partecipare fosse stata ignorata.
- Patriarca Irinej (Gavrilović) di Serbia, arcivescovo di Peć e metropolita di Belgrado e Karlovci[7]
- Arcivescovo Jovan VI (Vraniškovski) di Ohrid e Skopje
- Metropolita Amfilohije (Radović) del Montenegro e del Litorale
- Metropolita Porfirije (Perić) di Zagabria e Lubiana
- Vescovo Vasilije (Vadić) di Sirmio
- Vescovo Lukijan (Pantelić) di Budim
- Vescovo Longin (Krčo) di Nova Gracanica
- Vescovo Irinej (Bulović) di Bačka
- Vescovo Hrizostom (Jevic) di Zvornik e Tuzla
- Vescovo Justin (Stefanović) di Zica
- Vescovo Pahomije (Gačić) di Vranje
- Vescovo Jovan (Mladenović) di Sumadija
- Vescovo Ignatije (Midić) di Branicevo
- Vescovo Fotije (Sladojević) della Dalmazia
- Vescovo Atanasije (Rakita) di Bihac e Petrovac
- Vescovo Joanikije (Mićović) di Niksic e Budimlje
- Vescovo Grigorije (Durić) di Zahumlje ed Erzegovina
- Vescovo Milutin (Knežević) di Valjevo
- Vescovo Maxim (Vasiljević) nell'America occidentale
- Vescovo Irinej (Dobrijević) in Australia e Nuova Zelanda
- Vescovo David (Perović) di Krusevac
- Vescovo Jovan (Ćulibrk) di Slavonia
- Vescovo Andrej (Ćilerdžić) in Austria e Svizzera
- Vescovo Sergej (Karanović) di Francoforte e tutta la Germania
- Vescovo Ilarion (Golubović) di Timok

Consulenti speciali:
- Vescovo Jerome (Močević) di Jegar
- Archimandrita Sava (Janjic), del monastero Visoki Dečani
- Archimandrita Nicodemo (Kosovits), del monastero di Krka
- Protopresbitero dott. Zoran Krstic
- Protopresbitero Gaja Gajic
- Vladan Tatalović, ricercatore presso la Facoltà di teologia ortodossa dell'Università di Belgrado[8]

### Chiesa della Romania
- Patriarca Daniele (Ciobotea) della Chiesa ortodossa rumena
- Arcivescovo Teofan (Savu) di Iaşi e metropolita di Moldavia e Bucovina
- Arcivescovo Laurenţiu (Streza) di Sibiu e metropolita della Transilvania
- Arcivescovo Andrei (Andreicuţ) di Vad, Feleacu e Cluj e metropolita di Cluj, Maramureş e Sălaj
- Arcivescovo Irineu (Popa) di Craiova e metropolita di Oltenia
- Arcivescovo Ioan (Selejan) di Timişoara e metropolita del Banato
- Arcivescovo Iosif (Pop) dell'Europa occidentale e metropolita dell'Europa occidentale e meridionale
- Arcivescovo Serafim (Joantă) di Germania, Austria e Lussemburgo, e metropolita di Germania, Europa centrale e settentrionale
- Arcivescovo Nifon (Mihăiţă), metropolita di Târgovişte
- Arcivescovo Irineu (Pop) di Alba Iulia
- Arcivescovo Varsanufie (Gogescu) di Râmnic
- Arcivescovo Ioachim (Giosanu) di Roman e Bacău
- Arcivescovo Casian (Crăciun) del Basso Danubio
- Arcivescovo Timotei (Seviciu) di Arad
- Arcivescovo Nicolae (Condrea) delle Americhe
- Vescovo Sofronie (Drincec) di Oradea
- Vescovo Nicodim (Nicolăescu) di Severin e Strehaia
- Vescovo Visarion (Bălţat) di Tulcea
- Vescovo Petroniu (Florea) di Sălaj
- Vescovo Siluan (Mănuilă) dell'Ungheria
- Vescovo Siluan (Şpan) d'Italia
- Vescovo Timotei (Laurano) di Spagna e Portogallo
- Vescovo Macarie (Drăgoi) del Nord Europa
- Vescovo Varlaam (Merticariu) di Ploieşti, vescovo assistente del patriarca, segretario del Santo Concilio
- Vescovo Emilian (Nica) di Lovişte, ausiliare dell'arcidiocesi di Râmnic[7][8]

### Chiesa di Cipro
- Arcivescovo Chrysostomos II (Dimitriou) di Nova Justiniana e tutta Cipro[7][8]
- Metropolita Georgios (Papachrysostomou) di Paphos e dell'esarcato di Arsinoe e Romaeon
- Metropolita Chrysostomos (Mahairiotis) di Kition e dell'esarcato di Larnaca e Pano Lefkara
- Metropolita Chrysostomos (Kykkotis) di Kyrenia e dell'esarcato di Lapithos e Karavas
- Metropolita Athanasios (Nikolaou) di Limassol, Amathous e Kourion
- Metropolita Neophytos (Masouras) di Morphou e Soloi
- Metropolita Vasileios (Karajiannis) di Costantia e Ammochostos
- Metropolita Nikiphoros (Kykkotis) di Kykkos e Tillyria
- Metropolita Isaïas (Kykkotis) di Tamassos e Oreini
- Metropolita Barnabas (Stavrovouniotis) di Tremithousa e Lefkara
- Vescovo Christophoros (Tsiakkas) di Karpasion
- Vescovo Nektarios (Spyrou) di Arsinoe
- Vescovo Nikolaos (Timiadis) di Amathus
- Vescovo Epiphanios (Mahairiotis) di Ledra
- Vescovo Leontios (Englistriotis) di Chytron
- Vescovo Porphyrios (Mahairiotis) di Neapolis
- Vescovo Gregory (Hatziouraniou) di Mesaoria

Consulenti speciali:
- Archimandrita Ioannis (Ioannou), igumeno del monastero di San Barnaba
- Archimandrita Benedict (Ioannou), direttore del seminario di San Barnaba
- Archimandrita Papagrigorios (Ioannidis)
- Archimandrita Gregory (Mousouroulis)
- Archimandrita Augustinos (Kkaras)
- Diacono Cipriano Kountouris
- Diacono Michael Nicholaou
- Sig. Michael Spyrou, segretario del Santo Consiglio.

### Chiesa di Grecia
Un rapporto dei media greci del 24 maggio 2016 affermava che almeno una dozzina di vescovi che erano stati nominati per partecipare al Santo e Grande Concilio rifiutava di partecipare. Tali prelati vennero sostituiti da altri metropoliti in un vertice urgentemente convocato della gerarchia della Chiesa di Grecia. L'elenco originale dei partecipanti venne pubblicato l'8 marzo 2016. I partecipanti effettivi furono i seguenti:
- Arcivescovo Ieronymos II (Liapis) di Atene[7]
- Metropolita Prokopios (Tsakoumakas) di Filippi, Neapolis e Thasos
- Metropolita Chrysostomos (Zaphiris) di Peristeri
- Metropolita Germanos (Paraskevopoulos) di Elis e Oleni
- Metropolita Alexandros (Papadopoulos) di Mantineia e Kynouria
- Metropolita Ignatios (Alexiou) di Arta
- Metropolita Ignatios (Lappas) di Larissa e Tyrnavos
- Metropolita Damaskinos (Karpathakis) di Didymoteichon e Orestias e dell'esarcato di Haemimontos
- Metropolita Alexios (Vryonis) di Nikaia
- Metropolita Hierotheos (Vlachos) di Metropolis di Nafpaktos e Agios Vlasios[16]
- Metropolita Eusebio (Pistolís) di Samos e Ikaria
- Metropolita Serafino (Papakóstas) di Kastoria e dell'esarcato dell'Alta Macedonia
- Metropolita Ignatios (Georgakopoulos) di Demetrias e Almyros
- Metropolita Nikodemos (Korakis) di Kassandria e dell'esarcato di tutto il golfo Termaico
- Metropolita Ephraem (Stenakis) di Hydra, Spetses e Aegina
- Metropolita Theologos (Apostolides) di Serres e Nigrita
- Metropolita Makarios (Philotheou) di Siderokastron
- Metropolita Anthimos (Koukouridis) di Alexandroupoli
- Metropolita Varnavas (Tyris) di Neapolis e Stavroupolis
- Metropolita Chrysostomos (Savvatos) di Messinia
- Metropolita Athenagoras (Dikaiakos) di Ilion, Acharnes e Petroupolis
- Metropolita Ioannis (Tassias) di Langadas
- Metropolita Gabriel (Papanicolaou) di New Ionia e Filadelfia
- Metropolita Chrysostomos (Tsirigas) di Nikopolis e Preveza e dell'esarcato del vecchio Epiro
- Metropolita Theoklitos (Athanasópoulos) di Ierissos, Monte Athos e Ardameri

Consulenti speciali :
- Vescovo Clemente (Kotsomytis) di Methoni, segretario principale del Santo Concilio
- Archimandrita Ignazio (Sotiriades), segretario delle relazioni inter-ortodosse
- Archimandrita Cherubim (Moustakas), assistente delle relazioni inter-ortodosse
- Protopresbitero Adamantios Augoustidis, vicario generale della Santa Arcidiocesi di Atene, professore associato di Teologia all'Università di Atene
- Protopresbitero Basil Kalliakmanis, professore nella scuola di teologia di Salonicco
- Sig. George Filias, professore di teologia all'Università di Atene

### Chiesa della Polonia
- Metropolita Sawa (Hrycuniak) di Varsavia e tutta la Polonia[7][8]
- Arcivescovo Szymon (Romańczuk) di Łódź e Poznań
- Arcivescovo Jeremiasz (Anchimiuk) di Breslavia e Stettino
- Arcivescovo Abel (Popławski) di Lublino e Chełm
- Arcivescovo Jakub (Kostiuczuk) di Białystok e Danzica
- Vescovo Jerzy (Pańkowski) di Siemiatycze
- Vescovo Paisjusz (Martyniuk) di Gorlice

Consulenti speciali:
- Archimandrita Andreas
- Arciprete Anatol Szymaniuk
- Arciprete Andrzej Kuźma
- Arcidiacono Paweł Tokajuk
- Sig. Jarosław Charkiewicz, giornalista
- Sig. Jerzy Betlejko, interprete
- Sig. Mikołaj Podolec, interprete e amministratore

### Chiesa d'Albania
- Arcivescovo Anastasios (Yannoulatos) di Tirana, Durazzo e tutta l'Albania[7][8][17]
- Metropolita Ignatios (Triantis) di Berat, Valona e Kanina
- Metropolita Joan (Pelushi) di Coriza
- Metropolita Demetrios (Ntigkbasanis) di Argirocastro
- Metropolita Nikolla (Hyka) di Apollonia e Fier
- Metropolita Andon (Merdani) di Elbasan, Shpat e Librazhd
- Metropolita Nathaniel (Stergiou) di Amantia
- Vescovo Asti (Bakallbashi) di Byllis

Consulenti speciali:
- Protopresbitero Jani Trebicka
- Padre Anastasios Bendo
- Suor Rakela Dervishi
- Sig. Piro Kondili
- Dott. Dion (Vasil) Tushi
- Sig.ra Sonila Rëmbeci già membro della Presidenza e del Consiglio centrale del Conferenza europea delle Chiese dal 2009 al 2013
- Sig. Orfea Beci (ufficio stampa)
- Padre Charalampos Gkiokas (staff dell'arcivescovo)
- Diacono Spiros Topanxha (staff dell'arcivescovo)

### Chiesa delle Terre Ceche e della Slovacchia
- Arcivescovo Rastislav (Gont) di Prešov, Repubblica Ceca e Slovacchia[7][8][18]
- Arcivescovo Michal (Dandár) di Praga
- Vescovo Isaia (Slaninka) di Šumperk

Consulenti speciali:
- Arciprete Milan Gerka, segretario del Santo Concilio
- Archimandrita Serafino (Šemjatovský)
- Arciprete Michal Švajko
- Arcidiacono Maxim Durila
- Diacono Kiril Sarkissian
- Sig.ra Iveta Stacova (interprete)

### Osservatori
I patriarchi decisero di aprire la partecipazione alla sessione iniziale e a quella finale del concilio a osservatori non ortodossi. Per la Santa Sede parteciparono il cardinale Kurt Koch e monsignor Brian Farrell, rispettivamente presidente e segretario del Pontificio consiglio per la promozione dell'unità dei cristiani.

## Non partecipanti

### Chiesa di Antiochia
La Chiesa greco-ortodossa di Antiochia si ritirò a causa della disputa sulla giurisdizione ecclesiastica del Qatar, rivendicata anche dal Patriarcato di Gerusalemme.
La Chiesa antiochena si unì a quella di Georgia nella riserva verso il documento pre-conciliare sul matrimonio. Era anche in disaccordo con il documento sulla diaspora ortodossa. C'erano inoltre altre questioni che la Chiesa antiochena desiderava discutere, come la questione del calendario, ma che erano state rimosse dall'agenda a causa della mancanza di consenso sulla questione.
Sempre desiderosa di convocare un concilio pan-ortodosso con piena partecipazione, la Chiesa antiochena ritiene che l'incontro del 2016 sia stato "un incontro preliminare verso il concilio pan-ortodosso, [e quindi considera] i suoi documenti non definitivi, ma ancora aperti alla discussione e all'emendamento al momento della convocazione del Santo e Grande Concilio pan-ortodosso nella presenza e partecipazione di tutte le Chiese ortodosse autocefale".

### Chiesa russa
La Chiesa ortodossa russa si ritirò a causa della sua convinzione che il concilio non fosse veramente "pan-ortodosso" senza le Chiese antiochena, bulgara e georgiana. In precedenza, si tenne una discussione preliminare sulla composizione della delegazione al concilio pan-ortodosso al termine della quale venne pubblicato l'elenco dei partecipanti.
Nel 2007 i patriarcati di Mosca e Costantinopoli si dissero in disaccordo con la Commissione internazionale congiunta per il dialogo teologico tra la Chiesa cattolica e la Chiesa ortodossa sulla questione della Chiesa estone. Il metropolita Stephanos, primate della Chiesa estone sostenuta da Costantinopoli, partecipò con la delegazione del Patriarca ecumenico. Il metropolita Cornelio della Chiesa estone sostenuta dalla Russia non era elencato tra la futura delegazione russa.
La delegazione russa sarebbe dovuta essere la seguente:
- Patriarca Kirill di Mosca
- Metropolita Onufrij (Berezovskij) di Kiev e di tutta l'Ucraina
- Metropolita Giovenale (Pojarkov) di Kruticij e Kolomna
- Metropolita Vladimir (Cantarean) di Kišinev e di tutta la Moldavia.
- Metropolita Aleksandr di Astana e Kazakistan, capo della regione metropolitana nella Repubblica del Kazakistan
- Metropolita Vikentij di Tashkent e Uzbekistan, capo della regione metropolitana dell'Asia centrale
- Metropolita Varsonofij di San Pietroburgo e Ladoga, cancelliere del Patriarcato di Mosca
- Metropolita Paolo (Ponomarëv) di Minsk e Zaslavl', esarca patriarcale per tutti i bielorussi
- Metropolita Hilarion (Alfeev) di Volokolamsk, capo del dipartimento per le relazioni ecclesiastiche esterne del Patriarcato di Mosca
- Metropolita Agafangel di Odessa e Izmail
- Metropolita Aleksandr di Riga e tutta la Lettonia
- Metropolita Tichon di Novosibirsk e Berdsk
- Metropolita Sergij di Ternopol' e Kremenec
- Metropolita Kirill di Ekaterinburg e Verchotur'e
- Metropolita Mercurius (Ivanov) di Rostov e Novočerkassk
- Metropolita Mitrofan di Lugansk e Al'čevsk, presidente del dipartimento della Chiesa ortodossa ucraina per le relazioni ecclesiastiche esterne
- Metropolita George (Danilov) di Nižnyj Novrogod e Arzamas
- Metropolita Anthony di Borispol e Brovary, cancelliere della Chiesa ortodossa ucraina
- Arcivescovo Mark (Arndt) di Berlino-Germania e Gran Bretagna
- Arcivescovo Innokentij di Vilna e Lituania
- Arcivescovo Gurij di Novogrudok e Slonim
- Arcivescovo Serafino di Sendai
- Arcivescovo Ioann di Magadan e Sinegor'e
- Arcivescovo Lazar di Narva e Prichudje
- Vescovo Anthony di Bogorodsk

### Chiesa di Bulgaria
La Chiesa ortodossa bulgara si ritirò a causa di disaccordi su alcuni dei testi già approvati per la riunione del Sinodo e in particolare di quei testi che non sarebbero stati soggetti a modifiche nel corso delle discussioni. Questo sembrava essere un equivoco, poiché tutti i documenti erano aperti alla discussione e le altre Chiese erano pronte a emendarli. Infatti poi tutti i documenti sono stati analizzati, discussi ed emendati.

### Chiesa georgiana
La Chiesa apostolica autocefala ortodossa georgiana si ritirò a causa di disaccordi su molti documenti del Sinodo, in particolare "La relazione della Chiesa ortodossa con il resto del mondo cristiano".
Nel dicembre del 2016 il Santo Sinodo della Chiesa georgiana respinse l'affermazione secondo la quale il concilio, che definisce "il Concilio di Creta", fosse pan-ortodosso e l'idea che i suoi testi riflettessero l'insegnamento ortodosso.

### Chiesa ortodossa in America
La Chiesa ortodossa in America non venne invitata a causa della mancanza di riconoscimento della sua autocefalia da parte di altre Chiese autocefale. Tuttavia, la giurisdizione sostenne il concilio e la sua convocazione inviando studiosi del suo clero per aiutare con l'evento prima, durante e dopo il suo svolgimento. Inoltre, rilasciò una lettera ufficiale a sostegno del Concilio e una preghiera speciale da includere durante ogni divina liturgia in tutte le diocesi. Inoltre, gli studiosi della Chiesa ortodossa in America redassero una lettera speciale inviata a ogni Chiesa autocefala nella quale si esortava a sostenere la convocazione del Concilio nel periodo in cui molte voci critiche facevano pressioni su alcune Chiese perché non partecipassero all'assemblea pochi giorni prima della sua convocazione. Tuttavia, la Chiesa ortodossa in America non rilasciò una dichiarazione post-conciliare, e il metropolita Tichon si disse in procinto di riprendere la discussione tra la Chiesa ortodossa in America e il Patriarcato ecumenico di Costantinopoli.

## Programma

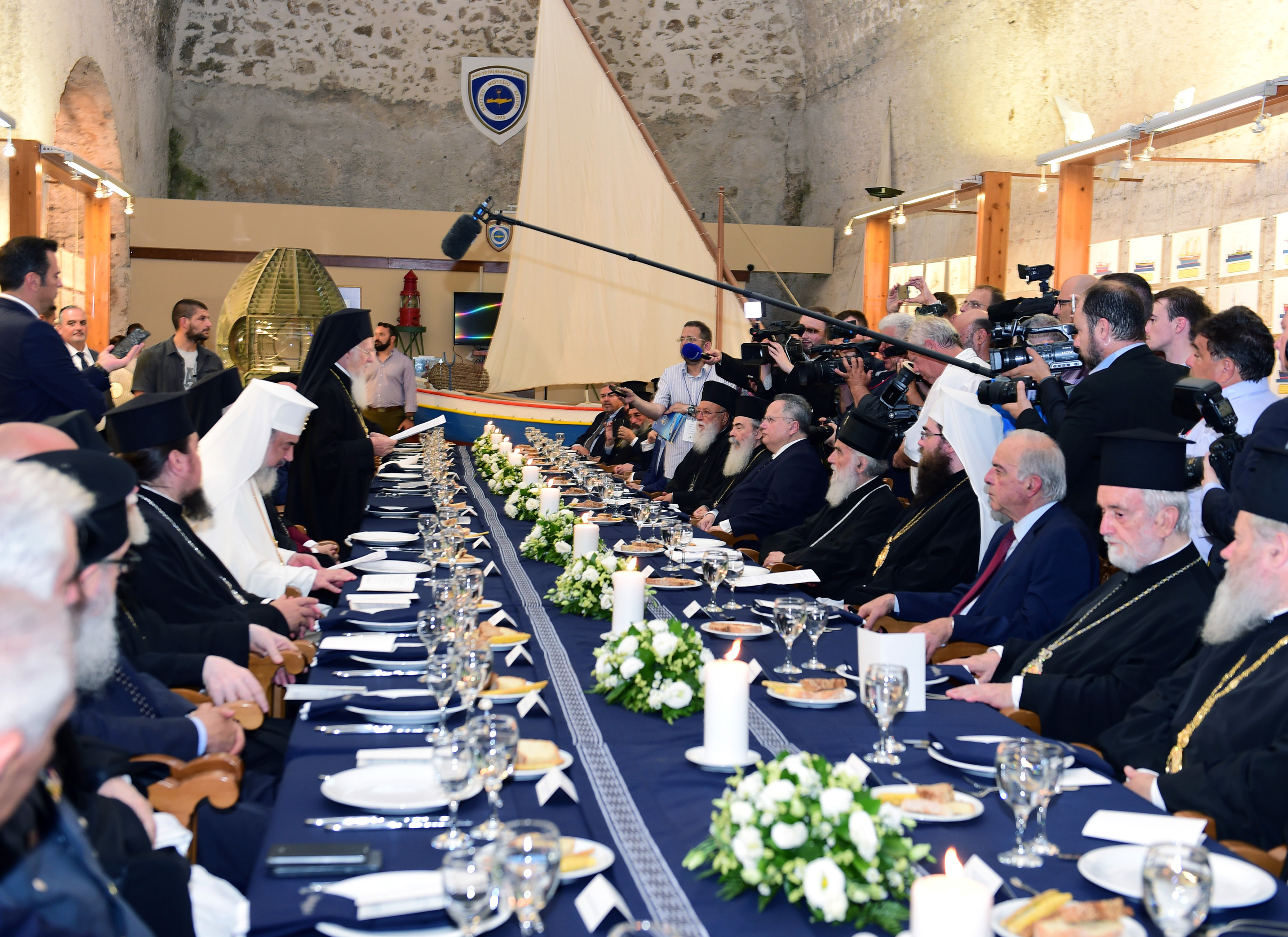
I padri conciliari a cena.

Il sinodo si tenne dal 17 giugno al 26 giugno 2016 con il seguente programma:
17 giugno
- 9:00 - 17:30: incontro (sinassi) dei primati delle Chiese ortodosse autocefale all'Accademia ortodossa cretese

18 giugno
- 8:00: mattutino
- 9:30: divina liturgia presieduta dal patriarca Teodoro II
- 18:30: ricevimento per i primati delle Chiese ortodosse autocefale
- 19:00: lodi e vespri di Pentecoste.

19 giugno
- 8:00: mattutino di Pentecoste
- 9:00: divina liturgia
- 11:30: vespri pentecostali.
- 14:00: banchetto ufficiale a nome del presidente della Repubblica ellenica Prokopīs Paulopoulos per i primati delle Chiese ortodosse autocefale.

20 giugno
- 7:30: divina liturgia
- 11.00 - 14:00: apertura del Santo e Grande Concilio all'Accademia ortodossa cretese.
- 15:30: Conferenza stampa
- 16:00 - 19:30: II sessione del Concilio
- 20:00: concerto dedicato a Mikīs Theodōrakīs

21 - 24 giugno
- 8:00: divina liturgia
- 9:30 - 13:30: sessione del concilio
- 15:30: Conferenza stampa.
- 17:00 - 19:30: sessione del concilio

25 giugno
- 8:00: divina liturgia
- 9:30 - 13:30: XV e XVI sessioni del concilio
- 15:30: conferenza stampa.
- 17:00 - 19:30: sessioni del concilio

26 giugno
- 8:00: mattutino
- 9:00: divina liturgia collettiva

## Risultati del concilio e ricezione e valutazione del concilio stesso

### Decisioni e risoluzioni del concilio
Il concilio deliberò sull'agenda adottata, in particolare, sulla questione dell'organizzazione canonica della diaspora ortodossa, cioè degli ortodossi residenti in territori che non sono fissati all'interno della giurisdizione esclusiva di una Chiesa locale. Il testo completo delle risoluzioni del concilio è disponibile in diverse lingue sul sito ufficiale.
Durante i lavori conciliari, il rappresentante plenipotenziario arcivescovo Iowl (Gocha) (del Patriarcato ecumenico di Costantinopoli) dichiarò ai media che le decisioni prese in merito sarebbero state vincolanti per tutte le Chiese ortodosse. In un'intervista con RISUHa osservò: "In linea di principio, il Concilio ha approvato con successo, nel senso che tutti i documenti che sono stati preparati e concordati nel processo di preparazione pan-ortodossa sono stati adottati. Certamente, con diversi emendamenti, ma questi emendamenti sono minimi e non cambiano il contenuto dei documenti nella sostanza. Pertanto, riteniamo che il Concilio abbia avuto successo. È un peccato, ovviamente, che le quattro Chiese si siano rifiutate di parteciparvi. [...] Purtroppo, le Chiese hanno preso questa decisione e ora sono responsabili di una tale decisione".

### Reazioni delle Chiese ortodosse
Il 27 giugno 2016 il Santo Sinodo della Chiesa greco-ortodossa di Antiochia adottò una dichiarazione in connessione con il Concilio di Creta, nella quale si affermava che i documenti adottati dal Concilio non sono obbligatori per il Patriarcato di Antiochia. Il Santo Sinodo della Chiesa di Antiochia riconosce il concilio come un "incontro preliminare sulla via del Concilio pan-ortodosso", e i documenti adottati non di carattere definitivo e aperti alla discussione.
In un comunicato stampa della riunione del Sinodo dei Vescovi della Chiesa ortodossa russa fuori dalla Russia, una parte in autogoverno della Chiesa ortodossa russa, tenutosi tra il 30 giugno e il 1º luglio, il Concilio del 2016 venne definito "sinodo dei Primati e rappresentanti delle Chiese ortodosse locali riuniti a Creta".
Nell'incontro del 15 luglio 2016 il Santo Sinodo della Chiesa ortodossa russa definì il Concilio di Creta "Concilio dei primati e dei gerarchi delle dieci Chiese ortodosse locali". Il sinodo ha deciso tra le altre cose: "Riconosciamo che il Concilio di Creta è stato un evento importante nella storia del processo conciliare nella Chiesa ortodossa, lanciato dalla prima conferenza pan-ortodossa sull'isola di Rodi nel 1961. [...] Lo svolgimento del Concilio in assenza del consenso di un certo numero di Chiese ortodosse autocefale viola il principio del consenso, in conseguenza del quale il Concilio tenutosi a Creta non può essere considerato come ortodosso e i documenti adottati esprimono un consenso ortodosso generale. [...] Viene istituita la commissione teologica biblica sinodale per ricevere ed esaminare copie certificate ufficiali dei documenti approvati dal concilio di Creta per studiarli e prendere in considerazione le risposte e le osservazioni dei vescovi, delle scuole religiose, dei teologi, del clero, dei monaci e dei laici, che possono essere interpellati. I risultati di uno studio completo saranno presentati del Santo Sinodo".
Il Santo Sinodo della Chiesa ortodossa ucraina del Patriarcato di Kiev, non riconosciuto da altre Chiese canoniche ortodosse, in una riunione tenutasi il 27 luglio 2016, ha deciso di riconoscere il Concilio di Creta come "Santo e Grande Concilio della Chiesa ortodossa", che respinge l'autorità di questo Gran Concilio infondato e generato dalla penetrazione nell'ambiente ecclesiastico del ragionamento mondano che gli è estraneo, ispirato dallo spirito dell'etnofletismo e dello statalismo che danneggia sia il gregge di queste Chiese che l'intera Chiesa ortodossa". Il sinodo ha notato "che l'autorità delle decisioni conciliari non deriva dal fatto che sono accettate da tutti i partecipanti di un determinato Concilio per consenso o maggioranza, ma dalla conformità di queste decisioni con la verità rivelata nella sua interezza dalle Tradizioni della Chiesa ortodossa". Il sinodo delineò inoltre la sua posizione su una serie di questioni sollevate al Concilio (relazioni con il mondo cristiano, la condanna del fondamentalismo nelle diverse religioni come espressioni di religiosità dolorosa e la risoluzione della realizzazione del sacramento del matrimonio tra ortodossi e non ortodossi).
Il 29 novembre 2016 il Santo Sinodo della Chiesa ortodossa bulgara dichiarò il Concilio di Creta "né grande, né santo, né panortodosso" e criticò il documento conciliare "L'atteggiamento della Chiesa ortodossa verso il resto della cristianità". Parlò inoltre di "errori organizzativi e teologici commessi dai partecipanti al Concilio in alcuni dei documenti adottati contenenti incoerenze con la dottrina della Chiesa ortodossa, la tradizione dogmatica e canonica della Chiesa". Venne quindi deciso che i documenti adottati dal Concilio sarebbero stati soggetti a discussione teologica "con l'obiettivo di correggere, modificare, apportare le modifiche o la sostituzione da parte di altri nuovi documenti, nello spirito e nella tradizione della Chiesa".
Il 16 dicembre 2016 il Santo Sinodo della Chiesa ortodossa rumena emise un comunicato in cui notò che i critici del Concilio stavano combattendo minacce inesistenti, clericali e fuorvianti e difese le attività ecumeniche degli ortodossi che "non costituiscono il dogma della fede ma sono la posizione spirituale del dialogo e della cooperazione tra le Chiese". Nel comunicato si espresse sorpresa per "un atteggiamento non canonico e aggressivo di alcuni sacerdoti e gerarchi delle Chiese vicine, russe e greche, che dispiegano attività di disturbo nelle diocesi del Patriarcato rumeno". Avvertì inoltre che "i chierici, i monaci e i parrocchiani coinvolti in atti ribelli e diffamatori contro il Concilio di Creta, trascurando il fatto che il Concilio può essere valutato solo da un altro Concilio, saranno chiamati ad ordinare il dialogo per il mantenimento della pace e la spiegazione canonica per quanto riguarda la gravità dello scisma e la violazione della pace e dell'unità della Chiesa. Inoltre, saranno imposte sanzioni disciplinari amministrative e canoniche per chiamare quei chierici, monaci e parrocchiani che persistono nella ribellione e nello scisma, rompendo la pace e l'unità della Chiesa".

### Reazioni di altre denominazioni cristiane
Nel maggio del 2016 il capo della Chiesa greco-cattolica ucraina Svjatoslav Ševčuk scrisse una lettera al Patriarca di Costantinopoli, in cui esprimeva il suo sostegno al concilio osservando che "molti dei gerarchi riuniti per riflettere sui problemi che affliggono la Chiesa ortodossa possono sorprendersi nell'apprendere che il Capo della Chiesa, spesso descritto come il più grande ostacolo al dialogo ecumenico, ti supporta con una preghiera sincera affinché la presenza di Dio possa essere sentita in tutte le tue discussioni, perché "dove due o tre sono riuniti nel mio nome, io sono in mezzo a loro" (Mt 18,20)". Invitò il Concilio "a discutere la possibilità di implementare progetti di storia congiunta per purificare la memoria e sanare le ferite del passato". In risposta, nell'agosto del 2016, il patriarca di Costantinopoli ringraziò monsignor Svjatoslav Ševčuk per il sostegno assicurato al Concilio pan-ortodosso.
Il 19 giugno 2016 papa Francesco esortò i cattolici a pregare con i "fratelli ortodossi" per il buon svolgimento del concilio pan-ortodosso.

### Reazioni di singole figure
Il professore dell'Accademia teologica di Mosca Aleksej Svetozarskij dichiarò: "Abbiamo avuto un'esperienza così interessante quando nel 1948 si svolse a Mosca un incontro tra i capi e i rappresentanti delle Chiese ortodosse. Fu concepito da Stalin non solo come un concilio pan-ortodosso, ma incluse anche le Chiese pre-calcedoniane. In realtà, non ne venne fuori niente. Furono adottati alcuni documenti piuttosto importanti ma poiché le Chiese greche boicottarono effettivamente la riunione, non considerarono e non considerano questi decreti vincolanti per se stesse. Lo stesso accadrà qui. [...] Sin dall'inizio non era necessario definire il forum di Creta un Concilio. L'ordine del giorno dichiarato è insignificante, perché semplicemente non include i problemi reali accumulati nel mondo ortodosso: alcune parole comuni e, apparentemente, in futuro, il desiderio di diffondere determinate ambizioni usando la situazione politica generale nel mondo".
Secondo il teologo protodiacono Andrei Kuraev:
L'archimandrita Cyril (Govorun) scrisse un intero libro su questo Concilio in cui lo valuta con cauto ottimismo ma ammise egli stesso che le critiche, incluso il fatto che i documenti adottati erano "francamente deboli", ma ha notato che il Concilio ha approvato i testi in corso di elaborazione dall'inizio degli anni '90 nelle sinassi. Secondo l'autore il Concilio di fatto somigliava più a un'ampia sinassi, poiché le decisioni erano ancora prese dai primati che lavoravano separatamente dagli altri delegati. Quindi per l'autore è possibile ipotizzare che la sinassi sia ormai la principale istituzione ortodossa di sinodalità. Dichiarò inoltre che il concilio ortodosso dovrebbe diventare un'istituzione permanente".
Un chierico dell'esarcato dell'Europa occidentale del Patriarcato ecumenico di Costantinopoli, il diacono Alexander Zanemonet, citò le seguenti decisioni del Concilio come le più importanti: "Lo stato generale della Chiesa è stato confermato per alcuni dei concili che si sono verificati dopo i sette che hanno lo status di ecumenico. Questo è il Concilio dell'879, che ha avuto luogo a Costantinopoli sotto il patriarca di Fozio - che condannò le innovazioni della Chiesa occidentale, inoltre con il consenso dei rappresentanti papali".
Il concilio provocò una seria opposizione sul monte Athos. Dopo l'incontro di Creta, più di cinquanta monaci in una lettera aperta al Santo Kinotu e all'igumeno dei monasteri del monte Athos definirono il concilio "predatorio" e "anti-ortodosso", chiedendo la cessazione della commemorazione del patriarca Bartolomeo di Costantinopoli. Gli autori dell'appello fornirono dodici argomentazioni. Tra questi, venne notato che il Concilio seguì "nuovi approcci secondo i temi e la pratica", non aveva riunito tutti i vescovi e aveva violato la tradizione ortodossa, usando metodi anti-ortodossi. "Non c'erano abbastanza informazioni dalla comunità ortodossa, invece, le decisioni nel quadro del processo pre-conciliare sono state nascoste." Il Concilio, secondo gli autori del documento, legittima ufficialmente e al più alto livello l'eresia dell'ecumenismo e altre eresie e "raggiunge finalmente l'obiettivo di riconoscere le sette dalle Chiese, cioè il papato, come altri eretici, riconosciuto dalle Chiese". La lettera dichiarò anche che il Concilio aveva ignorato il ruolo dei monaci del monte Athos, e in particolare l'attitudine contraria al papato e all'ecumenismo.